# Какишев, Жандарбек Шамильевич
Жандарбек Шамильевич Какишев (каз. Жандарбек Шәмілұлы Кәкішев; род. 21 февраля 1953; Гурьевская область, СССР) — казахстанский политический и общественный деятель, депутат Сената Парламента Республики Казахстан от Атырауской области (2002—2008).

## Биография
Жандарбек Шамильевич Какишев родился в Гурьевской области. 
В 1975 году окончил Уральский педагогический институт по специальности преподаватель общетехнических дисциплин, в 1981 году Институт нефти и газа Атырауского университета по специальности инженер-механик. 
С 1975 по 1978 годы — преподаватель Гурьевского техникума железнодорожного транспорта.
С 1978 по 1986 годы — комсомольский работник, секретарь Гурьевского обкома комсомола.
С 1984 по 1985 годы — советник в Республике Афганистан.
С 1985 по 1989 годы — мастер, начальник цеха оборонного завода «Омега» г.Уральск.
С 1989 по 1995 годы — начальник цеха, исполняющий обязанности директора, директор Гурьевского (Атырауского) механического завода.
С 1990 по 1993 годы — депутат Верховного Совета Республики Казахстан XII созыва от Гагаринского избирательного округа № 65 Гурьевской области.
С 1995 по 2002 годы — директор, генеральный директор открытого акционерного общества «Механический завод «Шельф» г.Атырау.
С 2002 по 2008 годы — депутат Сената Парламента Республики Казахстан от Атырауской области, член Комитета по региональному и отраслевому развитию, член Комитета по финансам и бюджету.
С 2008 по 2010 годы — советник в иностранной компании. 
С 2010 года по н.в — председатель правления АО «Казахстанское контрактное агентство».

## Награды
- Почётная грамота Сената Парламента Республики Казахстан (2008)
- Орден «Курмет» (2007 года)[2][3]
- Медаль «10 лет Парламенту Республики Казахстан» (2006)
- Медаль «10 лет Конституции Республики Казахстан» (2005)
- Медаль «50 лет Целине» (2004)